# ESeL
eSeL ist eine Kunstplattform aus Wien. Sie wurde 1998 von Lorenz „eSeL“ Seidler gegründet und bietet einen wöchentlichen Newsletter (das eSeL Mehl), ein Foto- und Katalogarchiv und eine Termindatenbank. Der Name „eSeL“ dient dem Künstler Lorenz Seidler zudem als Pseudonym (bestehend aus den Initialen S und L, phonetisch an das Wort Esel erinnernd), unter dem er auch unterschiedliche Kunstprojekte und Ausstellungen initiiert, kuratiert und koordiniert.

## Newsletter eSeL Mehl
Der Newsletter „eSeL Mehl“ wird wöchentlich am Donnerstag versandt und bietet einen Auszug aus der Termindatenbank von eSeL.at für die kommenden sieben Tage. Das eSeL Mehl erreicht wöchentlich über 10.000 Abonnenten (Stand: Februar 2017). Jede Aussendung enthält eine Fotostrecke, die von  Lorenz „eSeL“ Seidler  aus der fotografischen Dokumentation aktueller Ausstellungen und Kunstveranstaltungen zusammengestellt wird.

## eSeL REZEPTION
Die „eSeL REZEPTION“ im Q21 des MuseumsQuartier ergänzt www.esel.at seit 2011 als „offenes Büro“ um ein „analoges“ Informationsportal mit Ausstellungs- und Workshopfläche. Sie bietet unter anderem eine Bibliothek mit Ausstellungskatalogen von Kunstinstitutionen sowie einen moderierten Flyerkasten. Die eSeL Rezeption dient der niederschwelligen Vermittlung von Kunstangeboten an die Besucher des MuseumsQuartier und als Schauplatz für Veranstaltungen wie die Reihe „Kunst & SpieleN“.

## eSeLs Kunstprojekte (Auswahl)
- 2022–2025 "eSeL ABC feat." Felix Bork (2022)[8], Anna Khodorkovskaya (2023)[9] Johannes Grenzfurthner / monochrom (2024)[10], Rudi Klein (2024)[11], .aufzeichnensysteme (c/o Hanne Römer) (2024)[12], Jörg Piringer (2024)[13], Tex Rubinowitz (2024–2025)[14]
- 2022 "Der Wurm in der Kunst. Ein Bestiarium zeitgenössischer Kunst", eSeL Rezeption & MQ Innenhof (gem. mit mumok, Zoom Kindermuseum & MQ Wien)[15]
- 2019 „eSeL: Kunst Bekenntnis Box“, Galerie 5020 Salzburg[16] & Viennacontemporary[17]
- 2019 „eSeL: SchutzpatronInnen der Kunst“, MuseumsQuartier[18]
- 2019 „eSeL: Museum zu Gast“, Landesgalerie Niederösterreich[19], Foto Wien[20]
- 2017 „Die Entsetzliche-Kunst-Tauschbörse“, OK Linz & Dreisechsfuenf Wien
- 2016 „Skandal Normal“, OK Linz
- 2016 „Die Sammlung eSeL“, Essl Museum[21]
- 2015 „eSeL's Fotosalon Seidler“, Christine König Galerie
- 2015 „MIY Festival“, Q21 – MuseumsQuartier[22]
- 2012 „MULTImART“, Viennafair
- 2011 „METAmART“ – Kunst & Kapital, Künstlerhaus Wien
- 2008–2009 „OPEN UP Kommunikation“, Tanzquartier Wien
- 2007–2010 „ARTmART“, Künstlerhaus Wien
- 2005 „UPDATE. Kunstrukturenutzen & schaffen“, Künstlerhaus Wien

## Infrastrukturprojekte
- rewind.esel.at – Digitales Kulturerbe (wissenschaftliche Aufarbeitung  2023–2024, Datenbank-Exporte an Kulturpool.at & Europeana seit Herbst 2024)[23]
- "Wurmhotel"-Biokomposter im MuseumsQuartier Wien (2022–2023)[24]
- GAZEBO. Galerie für öffentliche Räume (Institution, 2010–2011)[25]
- netznetz.net – Festival der Netzkulturen (Institution, 2004)
- e-basis-wien_MQ (Institution, 2002–2003)
- „Radio eSeL. Die Sendung mit dem Schaf“ auf Radio Orange 94.0 (Media, 1999–2002)
- www.esel.at (Media, seit 1999)